# Warren (Ohio)
Warren is een plaats (city) in de Amerikaanse staat Ohio, en valt bestuurlijk gezien onder Trumbull County.

## Demografie
Bij de volkstelling in 2000 werd het aantal inwoners vastgesteld op 46.832.
In 2006 is het aantal inwoners door het United States Census Bureau geschat op 45.256, een daling van 1576 (-3.4%). Het aantal inwoners daalde verder tot 40.245 in 2015.

## Geografie
Volgens het United States Census Bureau beslaat de plaats een oppervlakte van
41,8 km², waarvan 41,7 km² land en 0,1 km² water. Warren ligt op ongeveer 274 m boven zeeniveau.

## Plaatsen in de nabije omgeving
De onderstaande figuur toont nabijgelegen plaatsen in een straal van 8 km rond Warren.

## Geboren in Warren
- Austin Pendleton (1940), (theater)acteur, regisseur en schrijver
- Elizabeth George (1949), schrijfster van thrillers
- Ronald Parise (1951-2008), astronaut
- Catherine Bach (1954), actrice
- Dave Grohl (1969), muzikant, drummer van Nirvana en voorman van de Foo Fighters
- Braeden Lemasters (1996), acteur, stemacteur en muzikant in de band Wallows